# Орден «Данк» (Казахстан)
Орден «Данк» (каз. Даңқ ордені; рус. орден Славы) — орден Республики Казахстан, учреждённый в 1993 году.
Орденом «Данк» награждаются лица высшего офицерского состава Вооружённых Сил, других войск и воинских формирований, а также руководящего состава органов прокуратуры, национальной безопасности, внутренних дел Республики Казахстан и других:
- за успехи в деле руководства и управления войсками, высокую боевую готовность войск и обеспечение обороноспособности страны;
- за отличную организацию военной, пограничной и внутренней службы, обеспечение национальной безопасности, укрепление законности и охраны общественного порядка.

## История
Орден «Данк» был учреждён законом от 1 апреля 1993 года № 2069-XII «О государственных наградах Республики Казахстан» в одной степени. При этом орден «Данк» предназначался исключительно для представителей силовых структур. Законом от 26 июля 1999 года № 462-1 был разделён на две степени, а также принял новый облик. После данной реформы орден стал предназначаться старшему начальствующему составу и генералитету Вооружённых Сил Республики Казахстан, сотрудникам Комитета национальной безопасности, Генеральной прокуратуры, Министерства внутренних дел Республики Казахстан.

## Степени
Орден «Данк» имеет две степени:
- Орден «Данк» I степени — состоит из звезды и знака ордена на плечевой ленте.
- Орден «Данк» II степени — состоит из знака на нагрудной колодке.

Высшей степенью ордена является I степень. Награждение производится последовательно: II степенью и I степенью.

## Описание

### Тип 1 (1993—1999)
Знак ордена представляет собой серебряную пятиконечную звезду, формируемую двугранными лучиками, на которую наложены три позолоченных копья (одно вертикально, два в косой крест) и две перекрещенные позолоченные сабли, поверх которых наложен круглый золотой щит. В щит вписаны белый и синий круги. На синем круге внизу красная лента с надписью «ДАҢҚ», от которой по окружности отходят золотые лавровые ветви. В белом круге изображён золотой лук с наложенными на него тремя стрелами.

### Тип 2 (с 1999 года)
Знак ордена первой степени представляет собой серебряную восьмиконечную многолучевую рифлёную звезду на которую наложена такая же звезда меньшего размера, но с гранёными лучами. На звезду поверх скрещенных двух сабель и копья наложен круглый золотой щит. В щит вписаны белый и синий круги. На синем круге внизу красная лента с надписью «ДАҢҚ», от которой по окружности отходят золотые лавровые ветви. В белом круге изображён золотой лук с наложенными на него тремя стрелами.
Звезда ордена первой степени серебряная восьмиконечная с рубинами на концах. В звезду вписана звезда меньшего размера синей эмали на которую помещён центральный медальон знака ордена.
Знак ордена носится на плечевой орденской ленте шириной 100 мм.
Орден второй степени повторяет знак первой степени, но меньшего размера. При помощи декоративного кольца подвешен к металлической колодке, обтянутой орденской лентой.
Орденская лента цвета Государственного флага Республики Казахстан с широкой красной полосой с правого края.

## Орденская монета
В октябре 2008 года Национальным банком Республики Казахстан была выпущена памятная монета номиналом 50 тенге из медно-никелевого сплава, с изображением звезды ордена «Данк».

## Неполный список награждённых орденом «Даңқ»
Орден «Данк» 1-й степени:
1. Бегельдинов, Талгат Якубекович — дважды Герой Советского Союза, ветеран войны.
2. Сулейменов, Каирбек Шошанович — экс-министр внутренних дел Республики Казахстан.
3. Касымов, Калмуханбет Нурмуханбетович — министр внутренних дел Республики Казахстан (2011—2019 гг).
4. Кожамжаров, Кайрат Пернешович — председатель Агентства Республики Казахстан по делам государственной службы и противодействию коррупции.
5. Тургумбаев Ерлан Заманбекович — министр внутренних дел Республики Казахстан.

Орден «Данк» 2-й степени:
1. Билялов, Берик Султангазинович — начальник департамента внутренних дел Северо-Казахстанской области (2014)
2. Серимжан Досумов — начальник департамента внутренних дел г. Астаны (15 декабря 2005)
3. Амангельды Шабдарбаев — председатель Комитета национальной безопасности Республики Казахстан
4. Ахмадиев, Копен Кабылкасымович — главнокомандующий Силами воздушной обороны Вооруженных сил РК (14 декабря 2006)
5. А. Абдульманов — первый заместитель председателя Комитета — начальник департамента Министерства обороны РК (14 декабря 2006)
6. Галимжанов, Наиль Мулдахметович — первый заместитель директора БКБОП на территории СНГ
7. Елубаев, Бауржан Искакович — начальник военного института КНБ РК (14 декабря 2006)
8. Сембинов, Булат Каскенович — генерал-лейтенант, заместитель министра обороны Республики Казахстан
9. Нуриманов Максут Ануарбекович — генерал-майор, заместитель Комитета национальной безопасности Республики Казахстан.
10. Джанасаев, Булат Бахитжанович — генерал-лейтенант, заместитель министра обороны Республики Казахстан
11. Оналсын Жумабеков — экс-министр юстиции РК (2001)
12. Искаков, Болат Газизович — Чрезвычайный и Полномочный Посол Республики Казахстан в Республике Беларусь
13. Касымов, Калмуханбет Нурмуханбетович — министр внутренних дел РК (2005)
14. Жукенов, Абдрашид Толегенович — заместитель председателя Агентства Республики Казахстан по борьбе с экономической и коррупционной преступностью (Финансовой полиции) (25 августа 2005)[1][2][3]
15. Аманбаев, Амирхан Тапашевич — начальник департамента по борьбе с экономической и коррупционной преступностью по городу Алматы (14 декабря 2013)[4]
16. Еримбетов, Серикбай Садыкович — начальник департамента по борьбе с экономической и коррупционной преступностью по Южно-Казахстанской области (14 декабря 2013)[4]
17. Кененбаев, Ерлик Абдракымович — заместитель министра внутренних дел (14 декабря 2013)[4]
18. Куренбеков, Амантай Жанкеевич — заместитель министра внутренних дел (14 декабря 2013)[4]
19. Майкеев, Багдат Абдыкадырович — заместитель министра обороны (14 декабря 2013)[4]
20. Сартаев, Дастан Шаймерденович — прокурор Павлодарской области (14 декабря 2013)[4]
21. Шалабаев, Сейтжан Диханбекович — начальник департамента анализа и стратегического планирования Комитета национальной безопасности (14 декабря 2013)[4]
22. Аубакиров, Серик Габдуллович — председатель Комитета противопожарной службы Министерства по чрезвычайным ситуациям Республики Казахстан (14 декабря 2013)[5]
23. Алтынбаев, Муслим Мухтарович — заместитель министра обороны (14 декабря 2018
24. Тургумбаев Ерлан Заманбекович — министр внутренних дел Республики Казахстан.

## Галерея

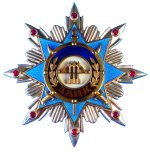
Звезда ордена 1 степени
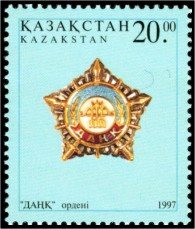
Знак ордена первого типа на почтовой марке Казахстана 1997 года
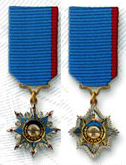
Миниатюры ордена к 1 и 2 степеням
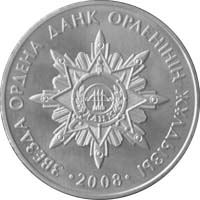
Монета номиналом 50 тенге
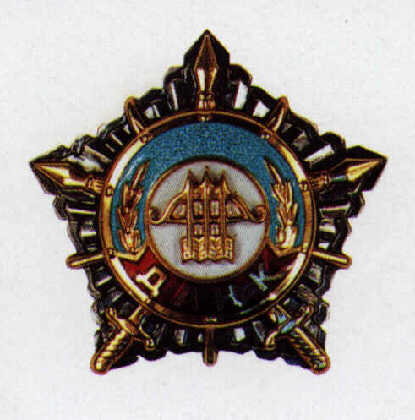
Знак ордена первого типа (до 1998 года)